# کانتون گوانو
کانتون گوانو (به اسپانیایی: Cantón Guano) یک منطقهٔ مسکونی در اکوادور است که در استان چیمبورازو واقع شده‌است.